# Wilhelm Hillebrand
Wilhelm Hillebrand (Nieheim, 13 november 1821 – Heidelberg (Duitsland), 13 juli 1886) was een Duitse arts en botanicus. In de Verenigde Staten was hij ook bekend onder de naam William Hillebrand.
In zijn jeugd werd Hillebrand onderwezen in Nieheim, waarna hij geneeskunde studeerde in Göttingen, Heidelberg en Berlijn. Zijn opleiding omvatte niet alleen de klassieke geneeskunde, maar tevens materia medica en botanie.
Nadat Hillebrand arts was geworden, begon hij een praktijk in Paderborn. Een aantal jaren later voelde hij zich door ziekte (mogelijk longtuberculose) gedwongen naar een land met een ander klimaat te vertrekken. Hij vertrok in 1849 eerst naar Australië, waar hij zes maanden verbleef. Vervolgens vertrok hij naar de Filipijnen. In Manilla pakte hij zijn beroep als arts weer op, totdat hij zich door gezondheidsproblemen weer gedwongen voelde om te reizen. Dit keer vertrok hij naar San Francisco in Californië.
Vanuit San Francisco vertrok hij naar Hawaï waar hij op 28 december 1850 arriveerde. In de lente van 1852 begon hij in de artsenpraktijk van Wesley Newcomb. Op 16 november 1852 trouwde hij met Newcombs stiefdochter, Anna Post. Uit dit huwelijk werden twee zonen geboren, Henry Thomas en William Francis, die later een beroemd chemicus zou worden. Intussen was Wilhelm Hillebrand arts in Queens Medical Center, vanaf de oprichting in 1859 tot aan zijn vertrek van Hawaï in 1871. In 1863 werd hij lid van de Board of Health en hij was een periode hoofd-arts in de psychiatrische inrichting op Hawaï, toen Edward Hoffmann in 1868 met pensioen ging. Samen met John Mott-Smith bezat Hillebrand een apotheek. Hillebrand was in 1865 een van de ondertekenaars van de charter of incorporation van de Hawaiian Medical Society, waarvan hij de eerste vicevoorzitter werd. Ook assisteerde hij bij het aantrekken van Portugese en Oosterse landbouwers.
Hillebrand reisde langs alle grote eilanden van de Hawaïaanse archipel en onderzocht planten die hij daar aantrof. In 1865 maakt hij een wereldreis naar Zuidoost- en Oost-Azië om planten te verzamelen. Hij kwam in 1866 terug naar Hawaï met planten, tropische vogels, en een paar herten die hij had verscheept uit Singapore, Calcutta, Ceylon, Java en China. Planten die hij meebracht, waren onder andere kamferboom, kaneelboom, nangka, lychee, mandarijn en sinaasappel. Teruggekomen in Hawaï plantte hij deze op zijn landgoed, dat hij al sinds 1853 pachtte van Koningin Kalama. Later werd dit landgoed de Foster Botanical Garden. In 1871 verliet Hillebrand Hawaï voorgoed en vertrok naar Cambridge (Massachusetts) om te schrijven aan zijn boek Flora of the Hawaiian Islands. In 1872 vertrok hij uit Cambridge en reisde hij door Europa, waarbij hij onder andere Duitsland, Zwitserland, Madeira en Tenerife aandeed. Hij vestigde zich uiteindelijk in Heidelberg (Duitsland), waar hij in 1886 overleed. Zijn boek werd in 1888 door zijn zoon William postuum gepubliceerd en was het enige standaardwerk over Hawaïaanse planten tot aan 1932, toen Otto Degener het eerste deel van zijn Flora Hawaiiensis publiceerde.
Er zijn een aantal planten naar Wilhelm Hillebrand vernoemd, waaronder Calamagrostis hillebrandii, Gouania hillebrandii, Phebalium hillebrandii en het geslacht Hillebrandia. Dit geslacht in de begoniafamilie is in Hawaï endemisch en is naar hem vernoemd door Daniel Oliver.
Ter aanduiding van botanische namen die Hillebrand heeft gepubliceerd wordt de standaardaanduiding Hillebr. gebruikt.